# Philogenia silvarum
Philogenia silvarum – gatunek ważki z rodziny Philogeniidae. Występuje na terenie Ameryki Południowej.